# 董南菲
董南菲（英文名：Faye Tung，1982年2月17日—）。前亞洲電視部頭合約女藝員，曾經獲亞視力捧為「未來亞視當家花旦」。2002年亞洲電視訓練班畢業。加入亞洲電視前，是位業餘模特兒。

## 演出

### 電視劇（亞洲電視）
- 2002年法內情2002
- 2003年暴風型警
- 2003年萬家燈火
- 2004年子是故人來
- 2005年美麗傳說2星願
- 2005年危險人物–人頭公仔頭
- 2005年情陷夜中環
- 2007年死亡日記
- 2008年火蝴蝶

### 節目主持（亞洲電視）
- 2002年 第八屆十大電視廣告頒獎典禮
- 2002年 女人龍門陣
- 2002年 群雄奪寶 （壯志雄心版）
- 2002年-2005年下午麼麼茶
- 2003年 香港是我家
- 2003年 滿婷新健康一派
- 2003年-2005年 慧珊時尚坊
- 2004年 攪笑快閃黨
- 2004年 日本人氣100強
- 2004年 今夜群星大發現
- 2004年 至IN至潮玩樂新體驗
- 2004年-2005年 馬上全接觸
- 2005年 金雞賀歲迎新春
- 2005年 廣告與你一起成長
- 2005年 第十一屆十大電視廣告頒獎典禮（晚宴司儀）
- 2005年 亞洲電視賽馬日
- 2005年 攪笑快閃黨2
- 2005年 香港奇蹟QTS
- 2005年 攪笑快閃黨3
- 2005年 真係騎呢Show
- 2005年群星情報站

### 電影
- 2000年	《鍾無艷》
- 2000年	《陰陽路》
- 2003年	《龍咁威2003》

### 廣告
- 2001年	家俬店（平面）
- 2003年	名彩洗髮露（電視＋平面）
- 2005年	『大家食』電視廣告

### 配音
- 2003年-2004年 賀年廣告配音

## 曾參與之工作／活動
- PC HOME封面拍攝
- 理工實驗電影
- 寶蓮禪寺（浴佛息災周）
- 三水荷花展覽會-我和亞洲電視有個約會綜藝活動」
- Labo Hair Studio模特兒
- Hofex展覽會主持
- 虎門國際布料交易中心認購活動主持
- 全港小學常識問答比賽短片嘉賓（港台）

## 外部連結
- 董南菲 （页面存档备份，存于）